# Delta Aurygidy
delta Aurygidy (δ Aurygidy, DAU) – rój meteorów aktywny od 18 września do 10 października. Jego radiant znajduje się w gwiazdozbiorze Woźnicy. Maksimum roju przypada na 29 września, jego aktywność jest średnia, a obfitość roju wynosi 3 meteory na godzinę. Prędkość meteorów z roju jest wysoka i wynosi 64 km/s.
Rój ten został odkryty w 1979 roku przez Jacka D. Drummonda, Roberta K. Hilla i Herberta A. Beebe (New Mexico State University) i jest związany prawdopodobnie z kometą C/1972 E1 (Bradfield).